# Дроздовець
Дроздовець (пол. Drozdowiec) — село в Польщі, у гміні Ліпно Ліпновського повіту Куявсько-Поморського воєводства.
У 1975-1998 роках село належало до Влоцлавського воєводства.